# Léon Renard (homme politique, 1836-1922)
Léon Renard est un homme politique français né le 12 janvier 1839 à Blessac (Creuse) et décédé le 22 décembre 1922 à Vallière (Creuse).

## Biographie
Négociant en vin, il est conseiller municipal de Vallière en 1868, puis maire en 1876. Il est sénateur de la Creuse de 1900 à 1903, inscrit au groupe de la Gauche démocratique.